# Frederick Bayer
|  | Dieser Artikel wurde aufgrund von formalen oder inhaltlichen Mängeln in der Qualitätssicherung Biologie zur Verbesserung eingetragen. Dies geschieht, um die Qualität der Biologie-Artikel auf ein akzeptables Niveau zu bringen. Bitte hilf mit, diesen Artikel zu verbessern! Artikel, die nicht signifikant verbessert werden, können gegebenenfalls gelöscht werden. Lies dazu auch die näheren Informationen in den Mindestanforderungen an Biologie-Artikel. |

Frederick Merkle Bayer (* 31. Oktober 1921 in Asbury Park; † 2. Oktober 2007 in Washington, D.C.) war ein US-amerikanischer Zoologe. Er war Kurator an der Smithsonian Institution im  National Museum of Natural History auf der National Mall, Washington, D.C. Bayer war ein führender Meeresbiologe, spezialisiert auf das Gebiet der Weichkorallen.

## Leben und Wirken
Herr Bayer arbeitete für das Museum von 1947 bis 1961 und erneut von 1975 bis 1996. In der Zwischenzeit war er Professor an der University of Miami Meereswissenschaften Schule und nahm an Tiefsee-Expeditionen gesammelt in der Karibik und aus Westafrika. Er schrieb wissenschaftliche Bücher und mehr als 130 Arbeiten über die Naturgeschichte und Taxonomie (die wissenschaftliche Klassifizierung der Pflanzen und Tiere) von Weichkorallen, darunter Octocorallia wie Gorgonien und Meer peitscht. Er beschrieb mehr als 170 neue Arten, 40 neue Gattungen und drei neue Familien nach einer Smithsonian Kollege Stephen Cairns. Kaiser Hirohito von Japan, der auch ein Meeresbiologe, nannte einen seiner Hydroiden Hydractinia bayeri in Herrn Bayer die Ehre, sagte Cairns. Auf einem Staatsbesuch in Washington im Jahr 1975 hatte Hirohito von Herrn Bayer erhielt eine wertvolle Schneckenhaus von der Größe eines Hutes.
Während des Zweiten Weltkrieges diente er in der Army Air Forces im Pazifik als fotografisches Techniker. In seiner Freizeit sammelte er und zog Muscheln, Fische und Schmetterlinge.
Als Absolvent der University of Miami, erhielt er einen Master-Abschluss in der Taxonomie der George Washington University im Jahr 1954 und einen Doktortitel in Taxonomie aus derselben Schule im Jahr 1958. Als Bio-Illustrator, und er hat 14 wissenschaftlich genaue Unterwasseraufnahmen für eine Reihe von haitianischen Briefmarken im Jahre 1973 verwendet gemalt, sagte Cairns.
Von 1972 bis 1995 war Bayer ein Mitglied der Internationalen Kommission für Zoologische Nomenklatur, der Körper, der Beilegung von Streitfällen über zoologischen Klassifikation.